# أمبي موران
أمبي موران هو لاعب هوكي الجليد كندي، ولد في 3 أبريل 1896، وتوفي في 8 أبريل 1958.

## وصلات خارجية
- أمبي موران على موقع دوري الهوكي الوطني (الإنجليزية)
- أمبي موران على موقع قاعة مشاهير الهوكي (لاعب أن.إتش.أل) (الإنجليزية)
- أمبي موران على موقع EliteProspects.com (الإنجليزية)
- أمبي موران على موقع HockeyDB.com (الإنجليزية)
- أمبي موران على موقع Hockey-Reference.com (الإنجليزية)